# Carmen Iglesias
María del Carmen Iglesias Cano, conocida por Carmen Iglesias, condesa de Gisbert (Madrid, 16 de marzo de 1942), es una historiadora, profesora y académica española, experta en el siglo XVIII. Es miembro de la Real Academia de la Historia desde 1991, institución que dirige desde 2014, siendo la primera mujer en ocupar el cargo. También es miembro de la Real Academia Española desde el año 2000 ocupando el sillón E (e mayúscula).
Fue tutora de la infanta Cristina y preceptora de Felipe VI.

## Biografía
Nacida en el seno de una familia liberal e ilustrada, Iglesias estudió en la Universidad Complutense de Madrid en la que se convirtió en ayudante del profesor Luis Díez del Corral, quien jugaría un papel importante en su formación intelectual. En 1984, un año después de conseguir la cátedra en la Complutense, fue designada tutora de la infanta Cristina en la Facultad de Ciencias Políticas y Sociología para, más tarde, entre finales de los ochenta y 1993, impartir clases de Historia al príncipe Felipe.
En 1989 fue elegida Académica de número de la Real Academia de la Historia con el apoyo de Miguel Artola, Gonzalo Anes y Luis Díez del Corral y cuando ingresó en 1991 fue la única mujer sentada en el estrado y la segunda en la historia de institución tras Mercedes Gaibrois y Riaño en 1935.
En el año 2000 fue nombrada también Académica de número de la Real Academia Española, ocupando el sillón E (e mayúscula), vacante tras la muerte de Gonzalo Torrente Ballester y convirtiéndose de este modo en la tercera mujer académica viva en la institución junto a la escritora Ana María Matute (ingresó en 1998) y la bioquímica Margarita Salas (ingresó en diciembre de 2001). Antes que ellas la RAE tuvo escasa presencia femenina, solo otras dos mujeres ocuparon durante el siglo XX un sillón: las desaparecidas Carmen Conde y Elena Quiroga y antes del siglo XX solo hubo otra presencia femenina en la Academia, María Isidra de Guzmán y de la Cerda, admitida como «académica honoraria» en 1784, bajo reinado de Carlos III y cuando María Isidra contaba solo 17 años.
Fue directora del Centro de Estudios Políticos y Constitucionales y consejera nata del Consejo de Estado de 1996 a 2004, un puesto desde el que coordinó y prologó "Símbolos de España", que recibió el Premio Nacional de Historia de España en el año 2000.
De 2007 a 2011 presidió el Grupo Unidad Editorial, editora del diario El Mundo.
El 30 de marzo de 2011 fue nombrada Cronista Oficial de la Villa de Madrid.
El 13 de mayo de 2014 el rey Juan Carlos I le otorgó el título de condesa de Gisbert y en diciembre del mismo año fue elegida directora de la Real Academia de la Historia, siendo la primera mujer en ocupar ese cargo.

## Obra
Especialista en el siglo XVIII europeo, Iglesias ha obtenido numerosas distinciones y premios, entre ellos el Premio Correo a los Valores Humanos en 1996, a lo largo de una carrera investigadora muy activa y prolífica, en la que ha escrito libros sobre Rousseau, Montesquieu, Comte, el germen de los sentimientos nacionalistas o la Ilustración norteamericana.
Es autora de más de doscientas publicaciones, entre ellas "El pensamiento de Montesquieu: política y ciencia natural" (1984), con el que obtuvo en 1985 el Premio de la Academia Montesquieu de Burdeos en 1985. En este libro, su autora se ocupaba de un tema que había sido poco advertido por los estudiosos: la transposición que en el pensamiento del filósofo francés se hacía de una concreta idea de naturaleza al mundo del hombre y de la sociedad, el tránsito desde la ciencia natural a la antropología y la sociología. También escribió "Razón, sentimiento y utopía" (2006) o "No siempre lo peor es cierto. Estudios de historia de España" (2009).
También ha realizado los catálogos de las exposiciones históricas de las que ha sido comisaria y autora de su proyecto y organización: Carlos III y la Ilustración (Madrid y Barcelona, 1988); España fin de siglo. 1898. (Madrid y Barcelona, 1998); Felipe II. Un monarca y su época. La monarquía hispánica (El Escorial, 1998); Ilustración y proyecto liberal. La lucha contra la pobreza (La Lonja de Zaragoza, 2001); El mundo que vivió Cervantes (Madrid, 2005-2006); Zaragoza y Aragón: encrucijada de culturas (La Lonja de Zaragoza, 2008).
Y ha colaborado en diversos programas de televisión como "Siete siglos" y "Mujeres en la historia".
Ha prologado la obra Nada por lo que pedir perdón. La importancia del legado español frente a las atrocidades cometidas por los enemigos de España de Marcelo Gullo.

## Premios y distinciones
- 1985 Premio Montesquieu
- 1992 ... de la Orden de las Palmas Académicas del Gobierno de Francia
- 1995 Gran-Cruz de la Orden Civil de Alfonso X el Sabio
- 1996 Premio a los Valores Humanos del Grupo Correo
- 1999 Premio Lafuente Ferrari de la Asociación de Críticos de Arte de Madrid
- 2001 Premio FIES de Periodismo
- 2006 Premio de Investigación Julián Marías de Humanidades
- 2011 Cronista de la Villa de Madrid
- 2014 Condesa de Gisbert. Título nobiliario de carácter vitalicio otorgado por el rey Juan Carlos I de España[9]
- 2015 XIX Premio Antonio de Sancha, entregado por la Asociación de Editores de Madrid
- 2022 Premio Queen Sofia Spanish Institute.[10]
- 2022 Premio de Historia Órdenes Españolas.[11]
- 2024. Medalla de Honor de Madrid, otorgada por el Ayuntamiento de Madrid. [12]
- 2024. Premio Madrileña del Año, por su difusión de la historia de España en el mundo. [13]

## Publicaciones
- Iglesias, María del Carmen (1984). El pensamiento de Montesquieu : política y ciencia natural. España: Alianza. ISBN 9788420623818. OCLC 318165859.[14]
- Iglesias Cano, María del Carmen (2001). Razón y sentimiento en el siglo XVIII. Real Academia de la Historia. ISBN 9788489512832.[15]
- Iglesias, Carmen (2006). Razón, sentimiento y utopía. Galaxia Gutenberg. ISBN 9788481096286.[16]
- Iglesias, Carmen (2009). No siempre lo peor es cierto. Estudios de historia de España. Galaxia Gutenberg. ISBN 9788481097245.[17]
- Iglesias, María del Carmen (2002). De historia y de literatura como elementos de ficcion /|c María del Carmen Iglesias. España: Real Academia Española. OCLC 843437754.
- Iglesias, María del Carmen (1991). Individualismo noble, individualismo burgués : libertad y participación política en el liberalismo francés del siglo XVIII. España: Real Academia de la Historia. OCLC 1382815487.